# Campionat Sud-americà de futbol de 1924
La vuitena edició del Campionat Sud-americà de futbol (castellà: Campeonato Sudamericano de fútbol) va tenir lloc a Montevideo, Uruguai, des del 12 d'octubre fins al 2 de novembre de 1924. Tot i que aquesta edició s'anava a celebrar al Paraguai, el país guaraní va haver de deixar l'organització en mans de l'Uruguai per falta d'infraestructures. A més, la CONMEBOL va prendre la decisió de tornar a fer el torneig a l'Uruguai per ser el campió olímpic del 1924.

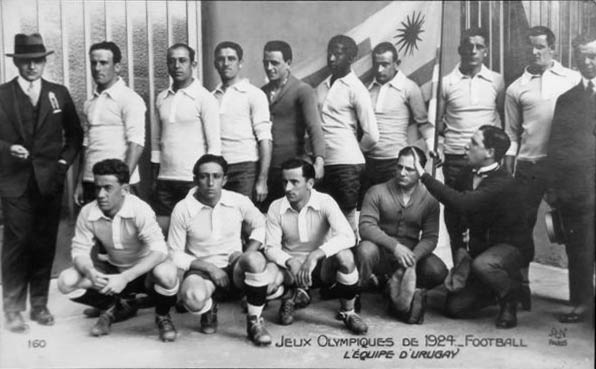
Equip de l'Uruguai prèviament campió olímpic a París.

Aquesta edició va comptar amb la presència de les seleccions nacionals de l'Argentina, el Paraguai, l'Uruguai i Xile. La selecció del Brasil no va participar.

## Estadis
| Montevideo                  |
| --------------------------- |
| Estadio Gran Parque Central |
| Capacity: 20.000            |
|                             |

## Ronda final
Els quatre equips participants són reunits en un sol grup on tots competeixen entre ells. El primer a aconseguir la classificació guanya el torneig.
| Equip     | PJ | PG | PE | PP | GF | GC | DG | Pts |
| --------- | -- | -- | -- | -- | -- | -- | -- | --- |
| Uruguai   | 5  | 3  | 2  | 1  | 0  | 8  | 1  | +7  |
| Argentina | 4  | 3  | 1  | 2  | 0  | 2  | 0  | +2  |
| Paraguai  | 3  | 3  | 1  | 1  | 1  | 4  | 4  | 0   |
| Xile      | 0  | 3  | 0  | 0  | 3  | 1  | 10 | -9  |

| Argentina | 0 - 0 | Paraguai |
| --------- | ----- | -------- |
|           |       |          |

| Uruguai                                        | 5 - 0 | Xile |
| ---------------------------------------------- | ----- | ---- |
| Petrone 40' 53' 88' · Zingone 73' · Romano 78' |       |      |

| Argentina             | 2 - 0 | Xile |
| --------------------- | ----- | ---- |
| Sosa 5' · Loyarte 78' |       |      |

| Uruguai                            | 3 - 1 | Paraguai        |
| ---------------------------------- | ----- | --------------- |
| Petrone 28' · Romano 37' · Cea 53' |       | 77' Urbita Sosa |

| Paraguai                                    | 3 - 1 | Xile        |
| ------------------------------------------- | ----- | ----------- |
| I. López 15', 33' · [[Rivas\|I. López]] 33' |       | 6' Arellano |

| Uruguai | 0 - 0 | Argentina |
| ------- | ----- | --------- |
|         |       |           |

## Resultat
| Campionat Sud-americà 1924 |
| -------------------------- |
| Uruguai                    |
| Uruguai Cinquè títol       |

## Golejadors
4 gols
- Pedro Petrone

2 gols
- Ildefonso López
- Ángel Romano

1 gol
- Gabino Sosa
- Juan Loyarte
- José Pedro Cea
- Pedro Zingone
- Gerardo Rivas
- Urbita Sosa
- David Arellano